# 17047 Tateschrock
17047 Tateschrock este o planetă minoră (asteroid), cu un diametru de 5,855 km, din centura de asteroizi. A fost descoperită pe 19 martie 1999 la Experimental Test Site⁠(d) de Lincoln Near-Earth Asteroid Research. 
Obiectul prezintă o orbită caracterizată de o semiaxă mare de 2,9928444 UAi, o excentricitate de 0,09, o înclinație de 11,01506 ° în raport cu ecliptica.